# 블루랜드 온라인
《블루랜드 온라인》(Blue Land Online)는 이야소프트에서 개발한 루나온라인의 리뉴얼 게임이다. 2010년 6월 20일 출시하고 2011년 6월 1일 서비스를 종료하였다. 하지만 루나플러스 블루랜드라는 이름으로 홈페이지를 재오픈하였으나 2014년 5월 31일자로 서비스를 종료하였다. 하지만 2015년 6월 23일 블루랜드 온라인으로 다시 재 오픈하였지만 2017년 5월 25일 서비스를 종료하였다.

## 2013년 이전
- 클로즈 베타 테스트
  1. 2008년 2월 20일 ~ 2월 26일
  2. 2009년 5월 18일 ~ 5월 27일
  3. 2010년 3월 18일 ~ 3월 29일
- 파이널 베타 테스트 : 2010년 6월 2일 ~ 6월 6일
- 프리 오픈 베타 테스트 : 6월 16일 ~ 6월 20일
- 오픈 베타 테스트 : 2010년 6월 20일 ~ 2011년 6월 1일

## 2013년 이후
- 2013년 5월 9일 - 5월 12일까지 1차 페스티벌
- 2013년 5월 16일 - 5월 19일까지 2차 페스티벌
- 2013년 5월 30일 - 정식 그랜드 오픈
- 2014년 5월 31일 - 서비스 종료

## 2015년 이후
- 2015년 6월 23일 - 블루랜드로 재 오픈 [펀타임 제작]
- 2015년 12월 8일 - 오픈

## 2017년
- 2017년 5월 25일 - 서비스 종료